# Mantidactylus albofrenatus
Mantidactylus albofrenatus é uma espécie de anfíbio da família Mantellidae.
É endémica de Madagáscar.
Os seus habitats naturais são: florestas subtropicais ou tropicais húmidas de baixa altitude e rios.
Está ameaçada pela perda de seu habitat.